# Espalais
Espalais är en kommun i departementet Tarn-et-Garonne i regionen Occitanien i södra Frankrike. Kommunen ligger i kantonen Valence som tillhör arrondissementet Castelsarrasin. År 2022 hade Espalais 380 invånare.

## Befolkningsutveckling
Antalet invånare i kommunen Espalais
| Referens: INSEE |